# Matthew Mortensen
Matthew Mortensen (Huntington Station, 11 de diciembre de 1985) es un deportista estadounidense que compite en luge en la modalidad doble.
Ganó una medalla de plata en el Campeonato Mundial de Luge de 2017, en la prueba de equipo. Participó en dos Juegos Olímpicos de Invierno, en los años 2014 y 2018, ocupando el cuarto lugar en Pyeongchang 2018, en la prueba por equipos.

## Palmarés internacional
| Campeonato Mundial | Campeonato Mundial | Campeonato Mundial | Campeonato Mundial |
| Año                | Lugar              | Medalla            | Prueba             |
| ------------------ | ------------------ | ------------------ | ------------------ |
| 2017               | Igls (Austria)     | Medalla de plata   | Equipo             |